# David de la Fuente
David de la Fuente Rasilla (født 4. maj 1981 i Kantabrien) er en spansk tidligere professionel landevejsrytter.
David de la Fuente markerede sig i Tour de France 2006, hvor han i en lang periode var i den prikkede bjergtrøje, indtil danske Michael Rasmussen overtog trøjen og vandt.